# Доський раунд
Доський раунд - багатосторонні переговори спрямовані на вирішення торговельних протиріч між розвинутими постіндустріальними країнами і країнами, що розвиваються. 
Доський раунд був ініційований 142 країнами і розпочався на 4 міністерській конференції СОТ в м. Доха (Катар) 9-14 листопада 2001 і триває по сьогоднішній день.
Переговори ставлять собі мету спонукати розвинуті країни зменшити рівень протекціонізму в сільському господарстві в обмін на зустрічне зменшення тарифів на промислові товари зі сторони бідніших країн.